# Hüsnü Çakırgil
Hüsnü Çakırgil (Ankara, 3 ottobre 1965) è un ex cestista turco.

## Carriera
Con la Turchia ha disputato i FIBA EuroBasket 1993.

## Palmarès
- Campionato turco: 1

Fenerbahçe: 1990-91